# Kishidaia
Kishidaia là một chi nhện trong họ Gnaphosidae.